# California State University - Chico

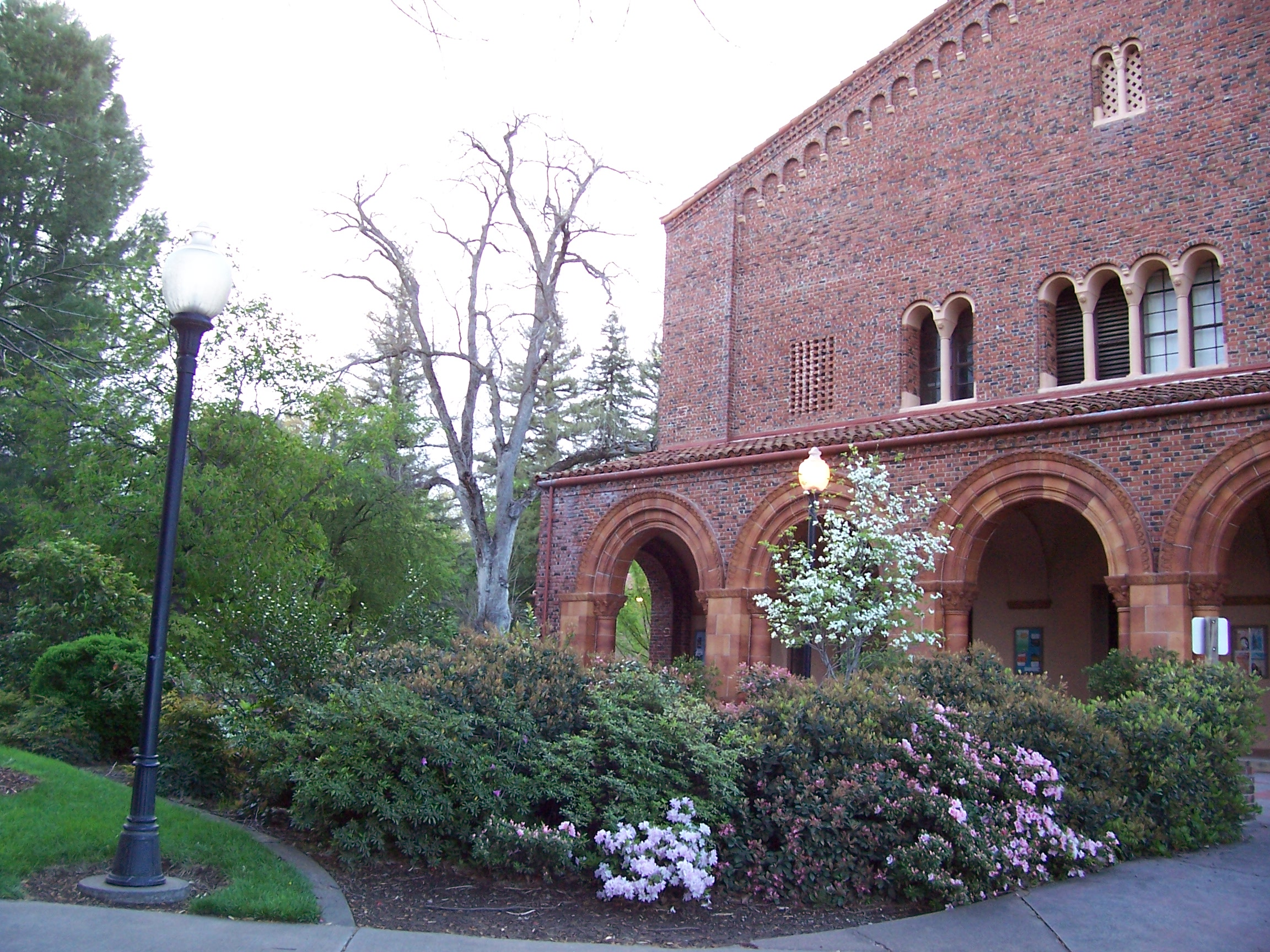
Laxson Auditorium

De California State University, Chico is een Amerikaanse openbare universiteit in de Californische stad Chico, het regionale centrum van de noordelijke Sacramento Valley.
De California State University in Chico werd in 1887 opgericht als een normaalschool. Daarmee is de universiteit, die tegenwoordig meer dan 120 bacheloropleidingen en 35 masteropleidingen aanbiedt, de op een na oudste campus in het California State University-systeem. Aan de universiteit studeren zo'n 17.000 studenten.

## Geschiedenis
Op 12 maart 1887 richtte de overheid van Californië de Northern Branch State Normal School of California op. Chico werd gekozen als locatie voor de nieuwe school. Generaal John Bidwell schonk 3,2 hectare van zijn boomgaarden om als campus te gebruiken. In 1889 opende de school voor de eerste 90 ingeschreven studenten en in juni 1891 studeerde de eerste klas van 15 studenten af. In 1910 en 1911 schonk Annie Bidwell nog meer land aan de school.
In 1921 doopte de legislatuur de school om tot Chico State Teacher's College. In 1922 kwam er een junior college bij dat diploma's uitreikte na twee jaar onderwijs. Vanaf 1924 mocht Chico State baccalaureaatdiploma's uitreiken. De school onderging nog een naamsverandering in 1935, toen de naam Chico State College werd aangenomen. De gouverneur van Californië gaf Chico State in 1950 de toestemming om studenten de academische graad Master of Arts toe te kennen. 1951 zag de hervorming van 18 departmenten naar 7 divisies. Ten gevolge van wetgeving uit 1971 kreeg Chico State haar huidige naam in 1972.
In de geschiedenis van Chico State is de campus sterk uitgebreid en veranderd. Chico State opende haar eerste sub-campus in Redding op 20 augustus 2007. Het nieuwe Health, Sciences & University Center in het stadscentrum van Redding is een samenwerking tussen Chico State, het Oregon Institute of Technology en de Southern Oregon University en is geaffilieerd met Shasta College, een plaatselijk community college.
Sinds de jaren 2000 staat de universiteit bekend om haar inspanningen op het gebied van duurzaamheid.

## Onderwijs
Chico State heeft de naam uitstekende opleidingen aan te bieden in ingenieurswetenschappen, natuurwetenschap, informatica, bedrijfskunde, technologie, milieuwetenschappen, podiumkunsten en communicatiewetenschap. De universiteit scoort goed in nationale en regionale academische rankings.
Chico State telt meer dan 50 departementen en biedt meer dan 150 undergraduate-opleidingen aan. Chico State is georganiseerd in zeven colleges en vier scholen.

### Colleges
- College of Agriculture
- College of Behavioral & Social Sciences
- College of Business
- College of Communication & Education
- College of Engineering, Computer Science, & Construction Management
- College of Humanities and Fine Arts
- College of Natural Sciences

### Scholen
- School of Communication
- School of Education
- School of Nursing
- School of Social Work

## Sport
Chico State subsidieert voetbal, basketbal, langlaufen, golf en atletiek voor zowel mannen als vrouwen. Voor vrouwen wordt er bovendien softbal en volleybal voorzien, terwijl er in het honkbal aan Chico State alleen een mannenploeg bestaat. De sportteams van Chico State heten de Wildcats en verdedigen hun universiteit in de California Collegiate Athletic Association, een van de 24 conferenties in de tweede divisie van de NCAA.

## Alumni
Enkele bekende alumni van Chico State zijn:
- Raymond Carver, schrijver
- Amanda Detmer, actrice
- Mat Kearney, singer-songwriter en muzikant
- Adnan Khashoggi, Saoedisch wapenhandelaar
- Matt Olmstead, scenarioschrijver en televisieproducent
- Carolyn S. Shoemaker, astronoom
- Mike Thompson, congreslid
- Chris Wondolowski, voetballer